# 月本こうこ
月本 こうこ（つきもと こうこ、漢字表記：月本 皇子、1982年1月26日 - ）は、日本の女性声優。アーティストクルー所属。東京都出身。血液型はB型。
睦鬼（むつき）名義で同人歌手活動も行う。音楽ユニット「Queen of Wand」メンバー。

## 経歴・人物
かつてはウォーターオリオン、アセンブルハートに所属。フリーを経て、2018年4月よりアーティストクルーに所属。
「こうこ」の漢字表記は「皇子」だが、姓名判断結果からの兼ね合いで、2020年夏ごろより名前のみ平仮名した表記を使用している。
声優活動外では、2006年より乙女チックダークメルヘン音楽ユニット「Queen of Wand」のボーカル、作詞担当の睦鬼としても活動。2017年10月、アセンブルハート退所を機に、同一人物であることを明かした。同ユニットは同人音楽ユニットではあるが、2016年には商業作品であるPS Vita用ソフト『絶対迷宮 秘密のおやゆび姫』のオープニングテーマを担当している。
趣味は素敵なカフェ探し。特技はチェス。

## 出演
太字はメインキャラクター。

### テレビアニメ
- Kanon（2007年、女生徒）
- 絶対防衛レヴィアタン（2013年、コカトリス、バシリスク）
- 六畳間の侵略者!?（2014年、女性教師）
- CoCO&NiCO（2016年、エミリア）

### ゲーム
- 人類捜査☆桿ポニ エイリアンVSエイリアン（2005年）
- 龍が如く（2005年）
- 龍が如く2（2006年、京香）
- みんなのGOLF 5（2007年、ジャスミン）
- できる男のモテライフ（2008年）
- タクトオブマジック（2009年）
- 必殺仕事人〜お仕置きコレクション〜（2013年）
- 絶対迷宮 秘密のおやゆび姫（2015年、レーヴァ[8]、ヴァーサ[9]、雪の女王、ヴァーサ）
- スマカノ〜恋愛、覚えていますか?（2021年、花野井さくら）
- 東方アルカディアレコード（2022年、伊吹萃香）

### 舞台
- 『美人狼 ～アイドルへの道～』(剣崎 瑞穂 役)(2025年2月27日 - 3月2日、高田馬場ラビネスト)[10]

### デジタルコミック
- スイート・スイートキャット（2020年、ねねママ）
- 贄姫の婚姻 身代わり王女は帝国で最愛となる（2023年、ジモーネ、他[11]）
- 拝啓見知らぬ旦那様、離婚していただきます（2023年、シンシア[12]）

### 吹き替え
- ティーン・タイタンズ（スターファイアー）
  - ティーン・タイタンズ 東京で大ピンチ!（スターファイアー）
  - ティーン・タイタンズGO!（スターファイアー）
- デス・アプリ 死へのカウントダウン（ヴィオラ）
- バービィ4（バーティ）

### ラジオ
- 土曜の夜ですウハウハ大放送
- ナイトウィザード通信
- 花小町の水ものラジオ

### ナレーション
- 子供はアニメを選ばない
- 埼玉りそな銀行 ラジオCM
- 大久保じゃあナイト

### CD
- 委員長CD
- 源内妖変図譜～雷電霹靂の夜（2005年、花魁2）